# Galleta Nice

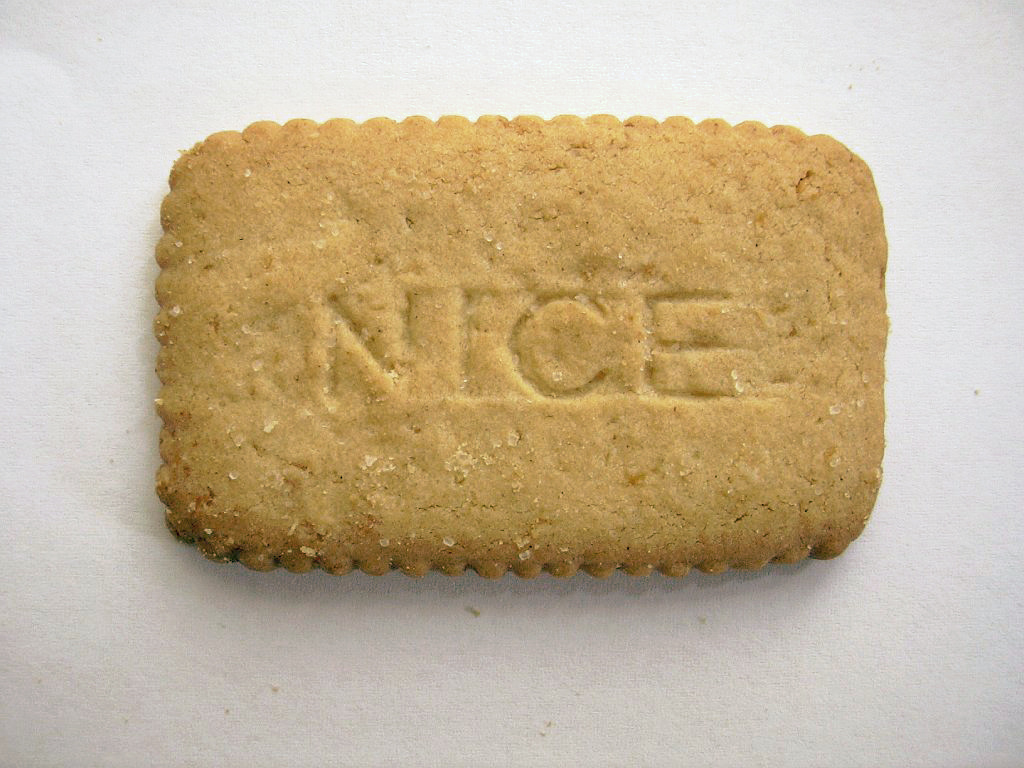
Galleta Nice.

Las galletas Nice son un tipo de galleta con sabor a coco. Son delgadas y casi rectangulares, redondeadas en los bordes, levemente espolvoreadas con  granos de azúcar, y llevan la palabra «NICE» impresa en letras mayúsculas sans-serif. A menudo se sirven como acompañamiento de bebidas calientes, como el té, o se consumen como aperitivo.
Las galletas Nice aparecen en un preciario de la Sociedad Cooperativa del Ejército y la Armada estadounidense de 1895. La empresa británica Huntley & Palmers las fabricó ya en 1904. Según la firma australiana Arnott's Biscuits Holdings, una de las diversas marcas de todo el mundo que las producen, las galletas reciben el nombre de la ciudad francesa de Niza (Nice, en francés) y por ello deberían pronunciarse /niːs/, más que como la palabra inglesa nice (‘bueno, rico’), /naɪs/.
En Chile, gozan de una popularidad importante, y son producidas y comercializadas a lo largo de todo el país por la compañía Nestlé, bajo licencia de McKay, con el nombre de Galletas Niza. 